# Цихе (Малопольское воеводство)
Ци́хе (пол.  Ciche) — село в Польше в гмине Чарны-Дунаец Новотаргского повета Малопольского воеводства.

## География
Село находится в 16 км от административного центра повета города Новы-Тарг и в 76 км от центра воеводства города Краков. Село разделяется на две части под названиями Ментуство и Цихе-Гурне.

## История
Первые упоминания о селе относятся к 1593 году. Своё название село получило от ручья Цихи. До 1954 года село было административным центром упразднённой гмины Цихе. С 1978 по 1995 года село входило в Новосонченское воеводство.

## Достопримечательности
- Церковь Пресвятой Девы Марии Королевы Польши.
- Церковь святого Иосифа.